# Aniela Sidorska
Aniela Sidorska ist eine polnische Filmtechnikerin für Visuelle Effekte und Filmproduzentin.

## Karriere
Sidorska wurde in Polen in den 1980er Jahren geboren und studierte Kunstwissenschaft in San Francisco. Sie begann ihre Arbeit als Spezialeffektkünstlerin 2011 mit dem Kurzfilm Tornado Alley. Darauf folgten einige Fernsehserien Royal Pains von 2012, The Blacklist von 2013 und The Americans von 2014. Bis 2016 arbeitete sie an weiteren Filmen, bis sie sich schließlich der Filmproduktion zuwandte und 2019 ihren ersten Kurzfilm Extra Ordinary vorstellte. Mit ihrem Produktionsunternehmen „Imaginary Lane“ veröffentlichte sie 2024 den Dokumentarfilm Porcelain War. Der Film von Regisseur Brendan Bellomo dreht sich um Slawa Leontjew und seine Frau Anna Stassenko, die im Russisch-Ukrainischen Krieg fantasievolle Porzellanfiguren im zerstörten Charkiw aufstellen. Zusammen mit Bellomo und Produzentin Paula DuPré Pesmen wurde sie 2025 für einen Oscar in der Kategorie Bester Dokumentarfilm nominiert.
Sie ist Mitglied der Producers Guild of America und der Academy of Motion Picture Arts and Sciences.

## Filmografie (Auswahl)
- 2011: Tornado Alley (Kurzfilm)
- 2012: Royal Pains (Fernsehserie, 16 Folgen)
- 2013: Der Butler
- 2013–2014: The Blacklist (Fernsehserie, 20 Folgen)
- 2014: Song One
- 2014: The Red Road (Fernsehserie, 3 Folgen)
- 2014: The Americans (Fernsehserie, 12 Folgen)
- 2014: The Expendables 3
- 2014: Love & Mercy
- 2014: Ruhet in Frieden – A Walk Among the Tombstones
- 2014: Kidnapped – Die Entführung des Reagan Pearce
- 2014: Hoke (Fernsehfilm)
- 2015: Larry Gaye: Renegade Male Flight Attendant
- 2016: The Night Of – Die Wahrheit einer Nacht (Miniserie)
- 2016: The Brooklyn Banker
- 2016: Pacific Standard Time
- 2019: Extra Ordinary (Kurzfilm, Buch, Produktion)
- 2024: Porcelain War (Buch, Produktion)

## Auszeichnungen (Auswahl)
- 2024: Jurypreis des Sundance Film Festival in der Kategorie Bester Dokumentarfilm für Porcelain War
- 2025: Directors Guild of America Award in der Kategorie Bester Regisseur eines Dokumentarfilms für Porcelain War
- 2025: Oscar-Nominierung in der Kategorie Bester Dokumentarfilm für Porcelain War